# أماندا أرواخو
أماندا أرواخو (بالبرتغالية: Amanda Araújo‏) هي لاعب كرة قدم أمريكية برازيلية، ولدت في 23 فبراير 1990.

## وصلات خارجية
- أماندا أرواخو على موقع اللجنة الأولمبية الدولية (الإنجليزية)
- أماندا أرواخو على موقع أوليمبيديا (الإنجليزية)